# Caravan Palace
Caravan Palace ist eine aus Frankreich stammende Band, die im Bereich des Electroswing bzw. Neoswings einzuordnen ist. Sie besteht aus Charles Delaporte (Bass, Programmierung), Arnaud Vial (Gitarre, Programmierung), Hugues Payen (Violine, Scat-Gesang, Programmierung), Zoé Colotis (Gesang), Toustou (Posaune, Elektronik) und Chapi (Klarinette, Bariton, Saxophon).

## Hintergrund
Als musikalische Einflüsse der Band gelten Django Reinhardt, Vitalic, Cab Calloway, Justice, Lionel Hampton, Daft Punk, Billie Holiday und Oscar Alemán.
Die Band veröffentlichte 2008 das gleichnamige Debütalbum in Frankreich. Aus diesem Album wurden bisher zwei Singles ausgekoppelt. 2008 zunächst Jolie Coquine, 2009 folgte schließlich Suzy. Im Mai 2009 erschien das Album auch in Deutschland.

## Geschichte
Anfänglich nur als Experiment gedacht, Gypsy-Jazz und Swing der 1930er Jahre mit Clubsounds zu verbinden, entstand 2005 ein ernst gemeintes Projekt. Hugues Payen, Charles Delaporte und Arnaud Vial absolvierten erfolgreich eine Instrumentalausbildung und brachten sich aktiv in die Pariser DJ-Szene ein. 2007 bekam das Trio mit seiner Mischung aus Jazz und House äußerst positive Resonanz bei der Weltmusik-Messe WOMEX. Mit dem gleichnamigen Debüt-Album Caravan Palace schaffte es die Band 2008 auf Platz 15 der französischen Charts und auf Platz 3 der iTunes-Charts.

## Diskografie

### Alben
- 2008: Caravan Palace
- 2012: Panic
- 2015: <I°_°I>
- 2019: Chronologic
- 2024:  Gangbusters Melody Club

### EPs
- 2011: Clash
- 2016: Wonderland

### Singles
- 2008: Je m’amuse
- 2008: Jolie coquine
- 2008: Dragons
- 2009: Suzy
- 2011: Milkshake
- 2011: Kleptomanie
- 2012: Clash
- 2012: Rock It For Me
- 2012: Dramophone
- 2015: Comics
- 2015: Lone Digger (UK: Silber, US: Platin)
- 2016: Aftermath / Mighty
- 2016: Wonderland
- 2016: Midnight
- 2017: Black Betty
- 2019: Miracle
- 2019: About You (feat. Charles X)
- 2019: Plume
- 2019: Supersonics
- 2023: MAD
- 2023: Reverse
- 2024: Mirrors

## Auszeichnungen für Musikverkäufe
| Platin-Schallplatte - Polen - 2024: für die Single Lone Digger |

| Land/RegionAuszeichnungen für Musikverkäufe (Land/Region, Auszeichnungen, Verkäufe, Quellen) | Silber  | Gold | Platin     | Verkäufe  | Quellen   |
| -------------------------------------------------------------------------------------------- | ------- | ---- | ---------- | --------- | --------- |
| Polen (ZPAV)                                                                                 | —       | —    | Platin1    | 50.000    | olis.pl   |
| Vereinigte Staaten (RIAA)                                                                    | —       | —    | Platin1    | 1.000.000 | riaa.com  |
| Vereinigtes Königreich (BPI)                                                                 | Silber1 | —    | —          | 200.000   | bpi.co.uk |
| Insgesamt                                                                                    | Silber1 | —    | 2× Platin2 |           |           |

## Belege
1. 1 2  Chartquellen: FR1 FR2 Schweiz UK